# Chiesa di San Quirico (Grassera)
La chiesa di San Quirico è un edificio di culto del XII secolo, situato nel comune di Rio, all'isola d'Elba.

## Storia e descrizione
I suoi ruderi si trovano nel sito che ospitò l'abitato medievale di Grassera. Si conservano tracce della curvatura absidale con parte delle murature perimetrali. La struttura è in pietra calcarea locale. Nel passato all'interno dei ruderi fu costruito un piccolo edificio rurale e nell'abside fu realizzato un forno da pane. Nel sito, durante il XIX secolo, fu rinvenuta un'epigrafe in marmo bianco oggi conservata presso il Museo civico archeologico di Portoferraio: [...]as[...]ro D(omi)ni S(an)c(ti) Quir(i)ci tem(plum) fe(cit).
Tra il 1343 e il 1376, il rettore della Chiesa di San Quirico era Dato di Pietro («...presbitero Dato condam Petri rectore ecclesie Sancti Quilici...», come si legge in documenti dell'Archivio di Stato di Pisa).
La distruzione di Grassera fu dovuta all'attacco inferto nel 1534 da Khayr al Din Barbarossa. Contestualmente, i grasserinchi sopravvissuti si rifugiarono nel vicino paese di Rio nell'Elba e fornirono la nuova intitolazione della Chiesa parrocchiale riese con quella della distrutta San Quirico.